# Věžná (ort i Tjeckien, lat 49,46, long 16,27)
Věžná är en ort i Tjeckien.   Den ligger i regionen Vysočina, i den östra delen av landet, 150 km sydost om huvudstaden Prag. Věžná ligger 470 meter över havet och antalet invånare är 189.
Terrängen runt Věžná är platt åt nordväst, men åt sydost är den kuperad. Runt Věžná är det ganska tätbefolkat, med 78 invånare per kvadratkilometer. Närmaste större samhälle är Nové Město na Moravě, 18,1 km nordväst om Věžná. I omgivningarna runt Věžná växer i huvudsak blandskog.